# Untergänger
Ein Untergänger war ein Grenzsteinsetzer im Auftrag der örtlichen Gerichtsbarkeit oder des Magistrats vom 13. bis zum 18. Jahrhundert im Südwesten Deutschlands.
Die Untergänger waren auch zur Überwachung der Gemarkungsgrenzen und Liegenschaften zuständig und somit Amtspersonen. Allgemein spricht man von Feldgeschworenen, siehe dort.